# Squatina david
Squatina david — вид акул з роду акула-ангел родини акулоангелових.

## Поширення
Вид поширений вздовж північного узбережжя Південної Америки від Колумбії до Суринаму і відомий з глибини 100—150 м.

## Опис
Акула завдовжки до 75 см. Тіло сірувато-коричневого забарвлення. Самці вкриті темними плямами, а самиці світлими.